# Neil Sedaka

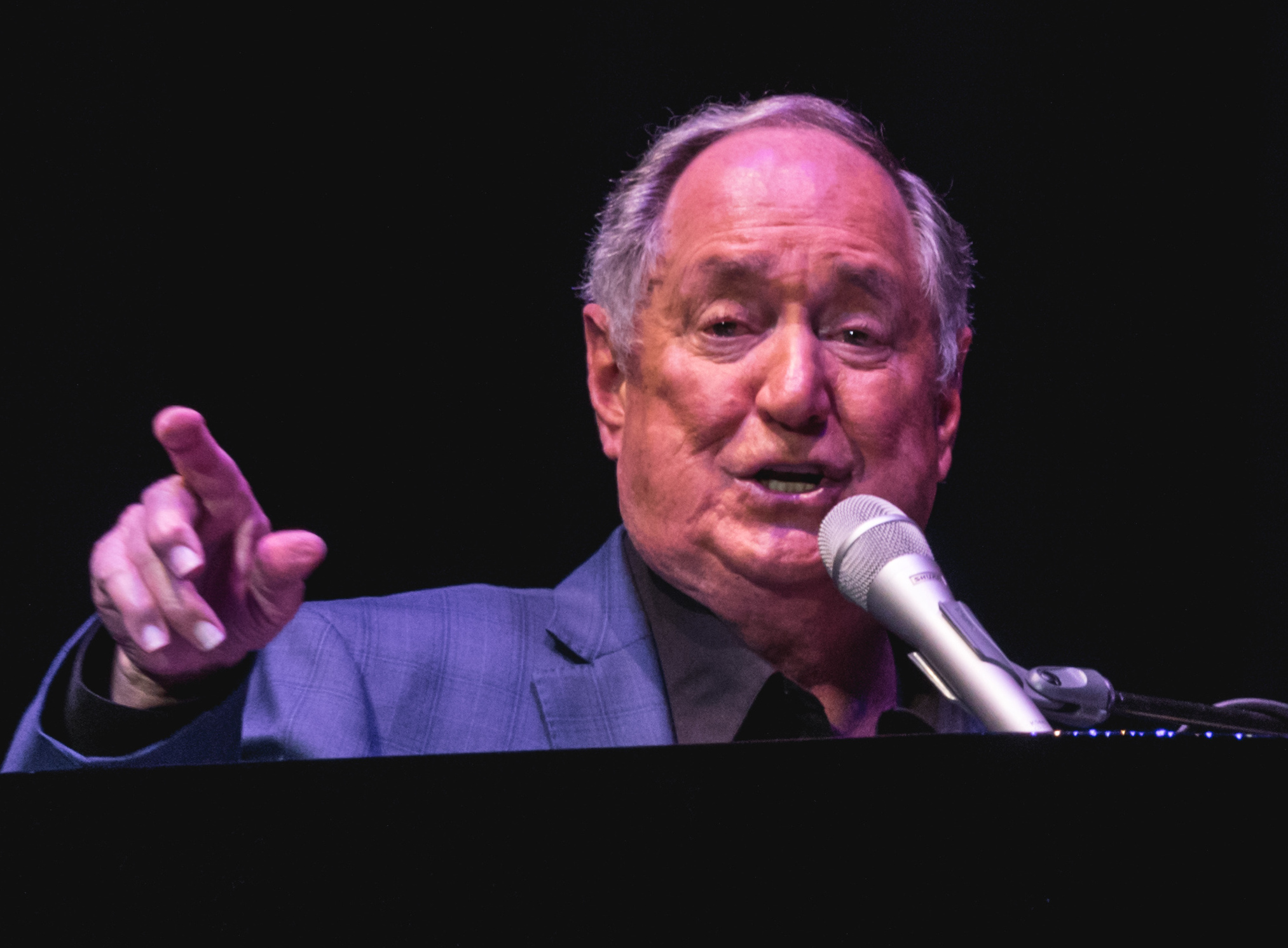
Neil Sedaka (2017)

Neil Sedaka [səˈdæːkə] (* 13. März 1939 in New York City) ist ein US-amerikanischer Sänger und Songschreiber. Vor allem zu Beginn der 1960er Jahre hatte er zahlreiche Hits wie Oh! Carol, Calendar Girl, One Way Ticket und Breaking Up Is Hard to Do. Er schrieb für zahlreiche andere Künstler und verfasste mehr als 1000 Songs.

## Leben

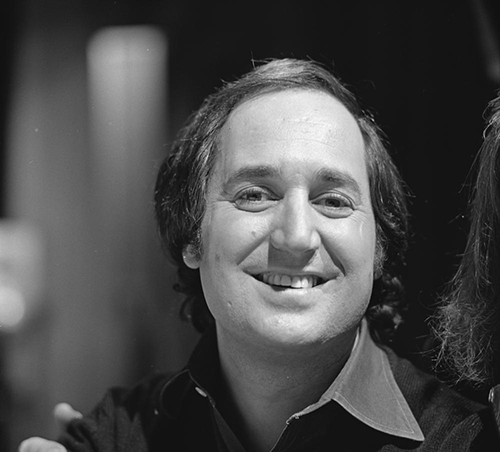
Neil Sedaka (1974)

Er wurde 1939 im New Yorker Stadtteil Brooklyn geboren. Sein Vater war der Sohn türkisch-jüdischer Einwanderer; seine Mutter die Tochter russisch-polnisch-jüdischer Einwanderer. Eydie Gormé war seine Cousine.
Als Jugendlicher lernte er Klavierspielen. Er studierte am Juilliard-Konservatorium und arbeitete bei einem Klassik-Radiosender. Zunächst experimentierte er auch mit Doo Wop und Rock ’n’ Roll und war bei frühen Aufnahmen der Tokens dabei.
Seinen ersten Erfolg als Komponist hatte er mit Stupid Cupid. Der Song wurde 1958 für Connie Francis ein großer Hit. Er wurde von vielen anderen Künstlern nachgesungen. Sedaka erhielt anschließend einen Vertrag als Solokünstler bei RCA Records. Breaking Up Is Hard to Do war 1962 sein erster Nummer-eins-Hit. Er schrieb Oh! Carol, Standing on the Inside, Stairway to Heaven (nicht mit dem Hit von Led Zeppelin identisch), Calendar Girl, Little Devil, Happy Birthday Sweet Sixteen und Next Door to an Angel. 1963 endete die Hitserie.
In den 1970er Jahren gelang ihm, unterstützt von Elton John, ein Comeback in Großbritannien und vor allen Dingen in den USA. 1974 belegte er mit Laughter in the Rain sowie im folgenden Jahr mit Bad Blood Platz eins der dortigen Hitparade. Der für Captain & Tennille geschriebene Song Love Will Keep Us Together wurde mit einem Grammy ausgezeichnet.
Zusammen mit Howard Greenfield schrieb Sedaka den Song Is This the Way to Amarillo?, der von ihm selbst interpretiert nur Platz 44 in den USA erreichte, aber 1972 für Tony Christie ein Nummer-eins-Hit in Deutschland wurde. 1973 schrieb Sedaka zusammen mit Phil Cody den englischen Liedtext zu ABBAs Ring Ring. Mit seiner Tochter Dara erreichte er 1980 mit dem Titel Should’ve Never Let You Go letztmals einen Platz in den Charts der USA (Platz 19).

## Diskografie

### Studioalben
| Jahr | Titel                                | Höchstplatzierung, Gesamtwochen, AuszeichnungChartplatzierungen (Jahr, Titel, Platzierungen, Wochen, Auszeichnungen, Anmerkungen) | Höchstplatzierung, Gesamtwochen, AuszeichnungChartplatzierungen (Jahr, Titel, Platzierungen, Wochen, Auszeichnungen, Anmerkungen) | Höchstplatzierung, Gesamtwochen, AuszeichnungChartplatzierungen (Jahr, Titel, Platzierungen, Wochen, Auszeichnungen, Anmerkungen) | Anmerkungen                                              |
| Jahr | Titel                                | DE | UK | US | Anmerkungen                                              |
| ---- | ------------------------------------ | --- | --- | --- | -------------------------------------------------------- |
| 1973 | The Tra-La Days Are Over             | — | UK13 Silber · (10 Wo.)UK | — | Erstveröffentlichung: 1973                               |
| 1974 | Laughter In The Rain                 | — | UK17 Silber · (10 Wo.)UK | — | Erstveröffentlichung: 1974                               |
| 1974 | Sedaka’s Back                        | — | — | US23 Gold · (62 Wo.)US | Erstveröffentlichung: 1974                               |
| 1975 | Overnight Success / The Hungry Years | — | UK31 Silber · (6 Wo.)UK | US16 Gold · (32 Wo.)US | Erstveröffentlichung: 1975                               |
| 1976 | Solitaire                            | — | — | US159 (4 Wo.)US | Erstveröffentlichung: 1972 Charteinstieg in US erst 1976 |
| 1976 | Steppin’ Out                         | — | — | US26 (22 Wo.)US | Erstveröffentlichung: 1976                               |
| 1977 | A Song                               | — | — | US59 (7 Wo.)US | Erstveröffentlichung: 1977                               |
| 1980 | In The Pocket                        | — | — | US135 (13 Wo.)US | Erstveröffentlichung: 1980                               |
| 1995 | Classically Sedaka                   | — | UK23 Gold · (9 Wo.)UK | — | Erstveröffentlichung: 1995                               |
| 2009 | Waking Up Is Hard To Do              | — | — | US197 (1 Wo.)US | Erstveröffentlichung: 2009                               |
| 2009 | The Music of My Life                 | — | UK15 (6 Wo.)UK | US97 (1 Wo.)US | Erstveröffentlichung: 2009                               |

Weitere Studioalben
- 1959: Rock with Sedaka
- 1961: Circulate
- 1961: Neil Sedaka Sings Little Devil and His Other Hits
- 1963: Three Great Guys (mit Paul Anka & Sam Cooke)
- 1969: Workin’ on a Groovy Thing / Sounds of Sedaka
- 1971: Emergence
- 1978: All You Need Is the Music
- 1981: Now
- 1983: Come See About Me
- 1986: The Good Times
- 1998: Tales of Love and Other Passions
- 2003: Brighton Beach Memories: Neil Sedaka Sings Yiddish
- 2005: The Miracle of Christmas
- 2012: The Real Neil (Akustikalbum)
- 2016: I Do It for Applause

### Livealben & Kompilationen
| Jahr | Titel                                              | Höchstplatzierung, Gesamtwochen, AuszeichnungChartplatzierungen (Jahr, Titel, Platzierungen, Wochen, Auszeichnungen, Anmerkungen) | Höchstplatzierung, Gesamtwochen, AuszeichnungChartplatzierungen (Jahr, Titel, Platzierungen, Wochen, Auszeichnungen, Anmerkungen) | Höchstplatzierung, Gesamtwochen, AuszeichnungChartplatzierungen (Jahr, Titel, Platzierungen, Wochen, Auszeichnungen, Anmerkungen) | Anmerkungen                                                               |
| Jahr | Titel                                              | DE | UK | US | Anmerkungen                                                               |
| ---- | -------------------------------------------------- | --- | --- | --- | ------------------------------------------------------------------------- |
| 1962 | Neil Sedaka’s Greatest Hits                        | — | — | US55 (14 Wo.)US | Erstveröffentlichung: 1962 1977 nochmal 5 Wochen in den Charts, Platz 143 |
| 1974 | Live At The Royal Festival Hall                    | — | UK48 Silber · (1 Wo.)UK | — | Erstveröffentlichung: 1974                                                |
| 1975 | Oh! Carol                                          | — | UK— GoldUK | — | Erstveröffentlichung: 1975                                                |
| 1975 | Neil Sedaka Sings His Greatest Hits                | — | — | US161 (4 Wo.)US | Erstveröffentlichung: 1975                                                |
| 1976 | Laughter and Tears – The Best Of Neil Sedaka Today | — | UK2 Platin · (25 Wo.)UK | — | Erstveröffentlichung: 1976                                                |
| 1991 | Timeless – The Very Best Of Neil Sedaka            | — | UK10 Platin · (16 Wo.)UK | — | Erstveröffentlichung: 1991                                                |
| 1999 | The Very Best Of                                   | — | UK33 (3 Wo.)UK | — | Erstveröffentlichung: 1999                                                |
| 2006 | The Very Best Of – The Show Goes On                | — | UK19 Gold · (6 Wo.)UK | — | Erstveröffentlichung: 2006                                                |
| 2007 | The Definite Collection                            | — | UK— GoldUK | US22 (2 Wo.)US | Erstveröffentlichung: 2007                                                |

Weitere Livealben & Kompilationen
- 1974: Sedaka Live in Australia at the South Sydney Junior Leagues Club
- 1977: Neil Sedaka and Songs: A Solo Concert
- 1977: Neil Sedaka and Songs
- 1993: Love Will Keep Us Together
- 1994: Laughter in the Rain – The Best of Neil Sedaka 1974–1980
- 2000: Singer and His Songs
- 2003: The Show Goes On
- 2003: The Complete Recordings 1955–1966

### Singles
| Jahr | Titel Album                                                                 | Höchstplatzierung, Gesamtwochen, AuszeichnungChartplatzierungen (Jahr, Titel, Album, Platzierungen, Wochen, Auszeichnungen, Anmerkungen) | Höchstplatzierung, Gesamtwochen, AuszeichnungChartplatzierungen (Jahr, Titel, Album, Platzierungen, Wochen, Auszeichnungen, Anmerkungen) | Höchstplatzierung, Gesamtwochen, AuszeichnungChartplatzierungen (Jahr, Titel, Album, Platzierungen, Wochen, Auszeichnungen, Anmerkungen) | Anmerkungen                                          |
| Jahr | Titel Album                                                                 | DE | UK | US | Anmerkungen                                          |
| ---- | --------------------------------------------------------------------------- | --- | --- | --- | ---------------------------------------------------- |
| 1958 | The Diary Rock with Sedaka                                                  | — | — | US14 (15 Wo.)US | Erstveröffentlichung: 1958                           |
| 1959 | I Go Ape Rock with Sedaka                                                   | — | UK9 (13 Wo.)UK | US42 (8 Wo.)US | Erstveröffentlichung: 1959                           |
| 1959 | Oh! Carol Neil Sedaka Sings Little Devil and His Other Hits                 | DE25 (12 Wo.)DE | UK3 (18 Wo.)UK | US9 (18 Wo.)US | Erstveröffentlichung: 1959                           |
| 1960 | Stairway To Heaven Neil Sedaka Sings Little Devil and His Other Hits        | — | UK8 (15 Wo.)UK | US9 (15 Wo.)US | Erstveröffentlichung: 1960                           |
| 1960 | You Mean Everything To Me Neil Sedaka Sings Little Devil and His Other Hits | — | UK45 (3 Wo.)UK | US17 (13 Wo.)US | Erstveröffentlichung: 1960                           |
| 1960 | Run Samson Run Neil Sedaka Sings Little Devil and His Other Hits            | — | — | US28 (11 Wo.)US | Erstveröffentlichung: 1960                           |
| 1961 | Calender Girl Neil Sedaka Sings Little Devil and His Other Hits             | DE34 (4 Wo.)DE | UK8 (14 Wo.)UK | US4 (15 Wo.)US | Erstveröffentlichung: 1961                           |
| 1961 | Little Devil Neil Sedaka Sings Little Devil and His Other Hits              | — | UK9 (12 Wo.)UK | US11 (9 Wo.)US | Erstveröffentlichung: 1961                           |
| 1961 | Happy Birthday, Sweet Sixteen –                                             | DE27 (16 Wo.)DE | UK3 (18 Wo.)UK | US6 (14 Wo.)US | Erstveröffentlichung: 1961                           |
| 1961 | Sweet Little You –                                                          | — | — | US59 (7 Wo.)US | Erstveröffentlichung: 1961                           |
| 1962 | King of Clowns –                                                            | — | UK23 (11 Wo.)UK | US45 (9 Wo.)US | Erstveröffentlichung: 1962                           |
| 1962 | Breaking Up Is Hard To Do –                                                 | DE42 (4 Wo.)DE | UK7 (16 Wo.)UK | US1 (28 Wo.)US | Erstveröffentlichung: 1962 Wiedereinstieg US in 1976 |
| 1962 | Next Door To An Angel –                                                     | — | UK29 (4 Wo.)UK | US5 (11 Wo.)US | Erstveröffentlichung: 1962                           |
| 1963 | Alice In Wonderland –                                                       | — | — | US17 (10 Wo.)US | Erstveröffentlichung: 1963                           |
| 1963 | Let’s Go Steady Again –                                                     | — | UK42 (3 Wo.)UK | US26 (9 Wo.)US | Erstveröffentlichung: 1963                           |
| 1963 | Bad Girl –                                                                  | — | — | US33 (8 Wo.)US | Erstveröffentlichung: 1963                           |
| 1963 | The Dreamer –                                                               | — | — | US47 (7 Wo.)US | Erstveröffentlichung: 1963                           |
| 1964 | Sunny –                                                                     | — | — | US86 (3 Wo.)US | Erstveröffentlichung: 1964                           |
| 1965 | The World Through A Tear –                                                  | — | — | US76 (9 Wo.)US | Erstveröffentlichung: 1965                           |
| 1966 | The Answer To My Prayer –                                                   | — | — | US89 (4 Wo.)US | Erstveröffentlichung: 1966                           |
| 1972 | Oh! Carol/Breaking Up Is Hard To Do/Little Devil –                          | — | UK19 (14 Wo.)UK | — | Erstveröffentlichung: 1972                           |
| 1972 | Beautiful You Solitaire                                                     | — | UK43 (3 Wo.)UK | — | Erstveröffentlichung: 1972                           |
| 1973 | That’s When The Music Takes Me –                                            | — | UK18 (10 Wo.)UK | US27 (10 Wo.)US | Erstveröffentlichung: 1973                           |
| 1973 | Standing On The Inside The Tra-La Days Are Over                             | DE28 (4 Wo.)DE | UK26 (9 Wo.)UK | — | Erstveröffentlichung: 1973                           |
| 1973 | Our Last Song Together The Tra-La Days Are Over                             | — | UK31 (8 Wo.)UK | — | Erstveröffentlichung: 1973                           |
| 1974 | A Little Lovin’ Sedaka’s Back                                               | — | UK34 (6 Wo.)UK | — | Erstveröffentlichung: 1974                           |
| 1974 | Laughter In The Rain Sedaka’s Back                                          | — | UK15 (9 Wo.)UK | US1 (20 Wo.)US | Erstveröffentlichung: 1974                           |
| 1975 | The Immigrant Sedaka’s Back                                                 | — | — | US22 (10 Wo.)US | Erstveröffentlichung: 1975                           |
| 1975 | The Queen of 1964 Overnight Success                                         | — | UK35 (5 Wo.)UK | — | Erstveröffentlichung: 1975                           |
| 1975 | Bad Blood Overnight Success                                                 | — | — | US1 Gold · (14 Wo.)US | Erstveröffentlichung: 1975                           |
| 1976 | Love In The Shadows Steppin’ Out                                            | — | — | US16 (11 Wo.)US | Erstveröffentlichung: 1976                           |
| 1976 | Steppin’ Out                                                                | — | — | US36 (9 Wo.)US | Erstveröffentlichung: 1976                           |
| 1976 | You Gotta Make Your Own Sunshine Steppin’ Out                               | — | — | US53 (5 Wo.)US | Erstveröffentlichung: 1976                           |
| 1977 | Amarillo –                                                                  | — | — | US44 (7 Wo.)US | Erstveröffentlichung: 1977                           |
| 1980 | Should’ve Never Let You Go –                                                | — | — | US19 (19 Wo.)US | Erstveröffentlichung: 1980 mit Dara Sedaka           |

## Auszeichnungen für Musikverkäufe
| Goldene Schallplatte - Kanada - 1975: für das Album Sedaka’s Back - 1975: für das Album The Hungry Years - 1975: für die Single Bad Blood - 1977: für das Album Laughter and Tears – The Best Of Neil Sedaka Today |

Anmerkung: Auszeichnungen in Ländern aus den Charttabellen bzw. Chartboxen sind in ebendiesen zu finden.
| Land/RegionAuszeichnungen für Musikverkäufe (Land/Region, Auszeichnungen, Verkäufe, Quellen) | Silber     | Gold       | Platin     | Verkäufe  | Quellen         |
| -------------------------------------------------------------------------------------------- | ---------- | ---------- | ---------- | --------- | --------------- |
| Kanada (MC)                                                                                  | —          | 4× Gold4   | —          | 225.000   | musiccanada.com |
| Vereinigte Staaten (RIAA)                                                                    | —          | 3× Gold3   | —          | 1.500.000 | riaa.com        |
| Vereinigtes Königreich (BPI)                                                                 | 4× Silber4 | 4× Gold4   | 2× Platin2 | 1.240.000 | bpi.co.uk       |
| Insgesamt                                                                                    | 4× Silber4 | 11× Gold11 | 2× Platin2 |           |                 |

## Autobiografie
- Laughter in the Rain: My Own Story. New York: Putnam 1982. ISBN 0-399-12744-5.

## Fernsehen
- King of Queens: als er selbst (2005)